# Welsh mountain pony

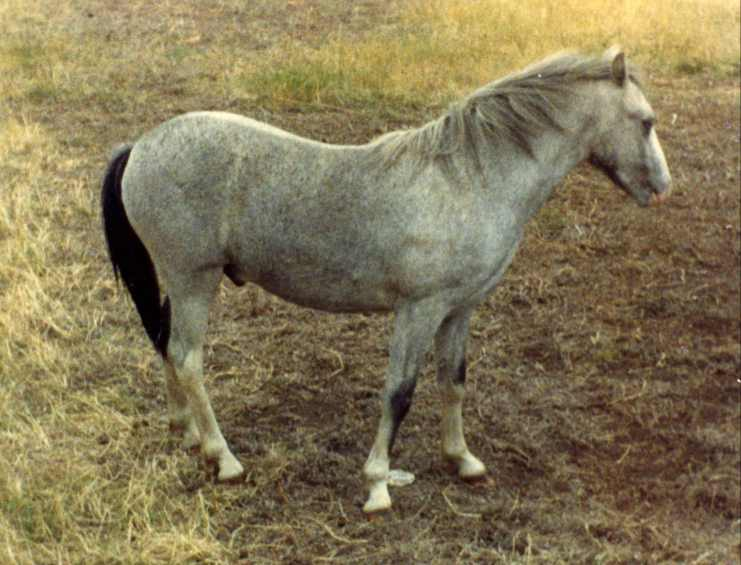
Welsh mountain pony i en naturlig miljö.

Welsh mountain pony är en halvvild bergsponny från Storbritannien av en inhemsk keltisk ras. Den är en populär ridponny, inte minst i Sverige, med bra galopp och hoppförmåga.

## Historik
Uppgifter tyder på att en infödd ponny funnits i Wales före 1600 f Kr. Den ursprungliga Welsh mountain pony tros ha utvecklats från denna förhistoriska celticponny. Welshponnyer har främst utvecklats i Wales och deras förfäder har funnits på brittiska öarna före ankomsten av romerska riket. Flockar av ponnyer strövade i ett semiferalt tillstånd, klättrade i berg, hoppade i raviner och rörde sig över annan ojämn hedar terräng.
De utvecklades till en härdig ras på grund av det hårda klimatet, begränsat skydd och gles fodertillgång i deras hemmiljö. Vid någon punkt i deras utveckling, fick de walesiska raserna någon inavling av arabiska blod, även om detta inte tog bort de fysiska egenskaper som gör rasen unik.
På bergsgårdar i Wales fick Welshponnyer ofta göra allt från att plöja ett fält, bära en bonde till marknaden eller köra en familj till söndagsgudstjänsten. När kolbrytning blev viktig för ekonomin i England användes även många walesiska ponnyer i gruvor såväl ovan som under jord.
År 1901 etablerade engelska och walesiska uppfödare ett rasregister som kallas Walesisk ponny and Cob Society, och den första stamboken publicerades 1902. Det beslutades att den walesiska stamboken bör delas upp i sektioner dividerat med typ och höjd. Welsh mountain ponnies var ursprungligen endast klassificerade som avsnitt A, men 1931, men med den ökande efterfrågan på ridponnyer för barn tillsattes ett avsnitt B för walesisk pony av Cobtyp.

## Egenskaper

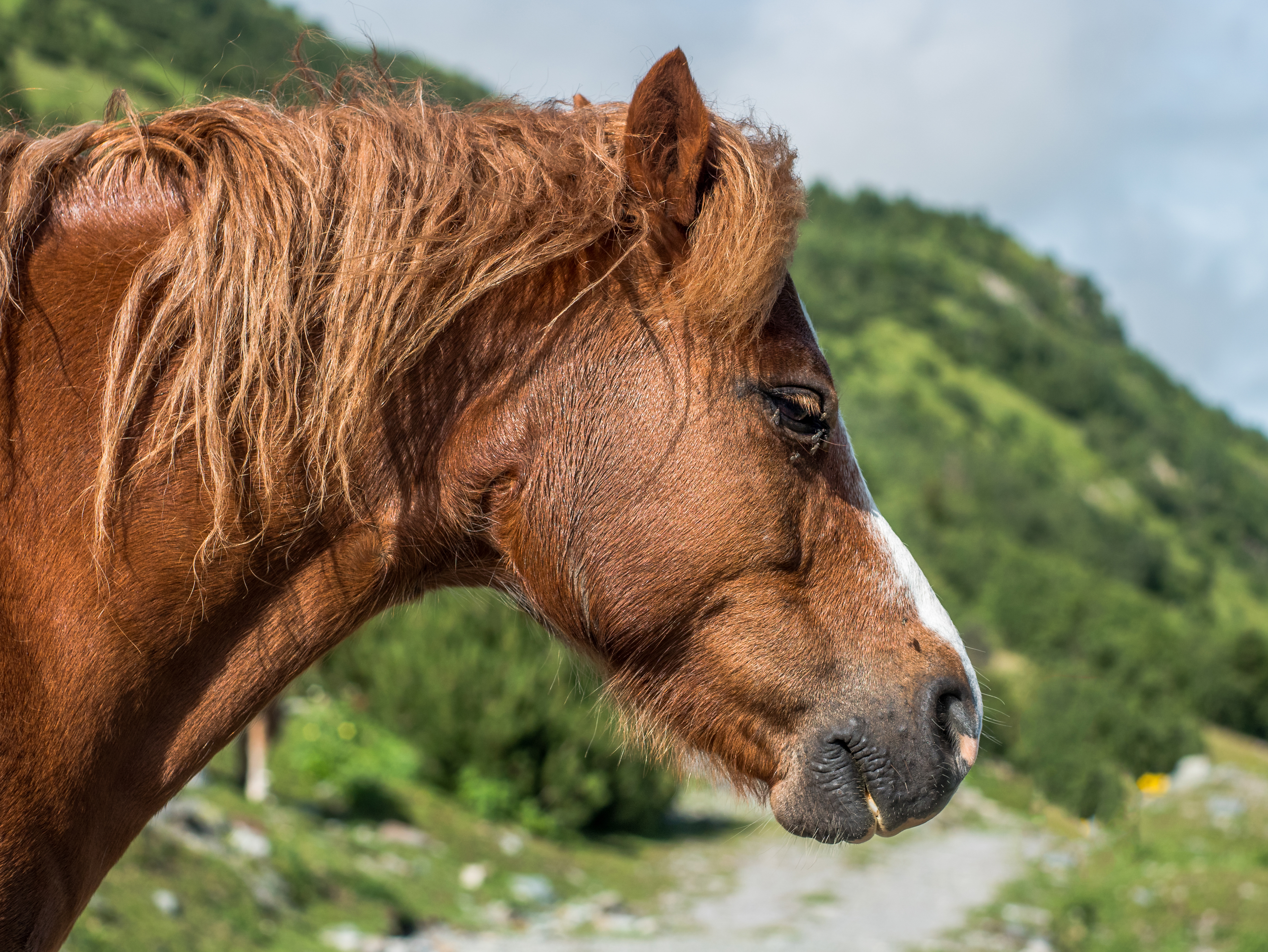
Närbild på huvudet

Alla sektioner av Welsh ponnyer och cobs har små huvuden med stora ögon, lutande mankar, korta ryggar och starka bakbenen. Frambenen är raka och skenbenet kort. Svansen är högsatt. Rasen varierar i mankhöjd från 112 cm för de minsta ponnyerna till över 163 cm för högsta Cobs. De kan vara något fast enfärgade, men inte flammiga eller leopardfläckiga. Svart, grå eller kastanj är de vanligaste färgerna. Men det bör noteras att den brittiska terminologin för hästfärg vanligen hänvisar till gulbrun färg, som orsakas av samma utspädningsgen som ligger till grund för palomino.
Rasens rörelsemönster är kraftigt, fritt och karakteristiskt snabbt, särskilt i trav, med stor kraft kommer från hasen. Deras trav har favoriserats jämfört med det för standardhästen. De är kända för att vara pålitliga, av en bra disposition med jämnt temperament och vänlig karaktärer, men pigg och med stor uthållighet, och är kända för sin uthållighet, sundhet, och höga intelligensnivå. 